# Chartocerus gratius
Chartocerus gratius is een vliesvleugelig insect uit de familie Signiphoridae. De wetenschappelijke naam is voor het eerst geldig gepubliceerd in 1932 door Girault.